# Axel AX-25
Axel AX-25 (AX-25) је био професионални рачунар фирме Axel који је почео да се производи у Француској од 1984. године.
Користио је Intel 8088 као микропроцесор. RAM меморија рачунара је имала капацитет од 128 KB (до 1 MB). 
Као оперативни систем кориштен је MS DOS (опциони CP/M 86).

## Детаљни подаци
Детаљнији подаци о рачунару AX-25 су дати у табели испод.
|                       |                                                                              |
| [ 1 ]                 |                                                                              |
| Произвођач            |                                                                              |
| Тип                   | професионални рачунар                                                        |
| Меморија              | 128 (до 1 MB)                                                                |
| Поријекло             | Француска                                                                    |
| Година                | 1984                                                                         |
| Тастатура             | AZERTY тастатура са пуним помаком тастера са одвојеном нумеричком тастатуром |
| Процесор              | 8088                                                                         |
| Фреквенција процесора | 8                                                                            |
| RAM                   | 128 (до 1 MB)                                                                |
| ROM                   | непознато                                                                    |
| Текст                 | 24 x 80                                                                      |
| Графика               | 640 x 288 (опциона графичка картица)                                         |
| Боја                  | No (12 монохроматски монитор)                                                |
| Звук                  | мали звучник                                                                 |
| Димензије             | 42 x 51 x 38                                                                 |
| Портови               |                                                                              |
| Оперативни систем     |                                                                              |